# 膣癌
膣癌（ちつがん、英: Vaginal cancer）は、膣の組織に発生する極めて稀な癌の一種である。原発性膣癌は膣組織から発生するもので扁平上皮癌が最も多いが、原発性膣腺癌、肉腫、悪性黒色腫も報告されている 。また続発性膣癌は身体の別の部位に発生した癌が転移したものである。二次性膣癌の方が一般的である。膣癌の徴候には、異常な膣出血、排尿困難、しぶり腹、骨盤痛などがあるが、膣癌と診断された女性の20％は診断時に無症状である。膣癌は50歳以上の女性に多く発生し、膣癌診断の平均年齢は60歳である。早期に発見して治療すれば、治癒することが多い。膣癌の治療には通常、手術単独または手術と骨盤への放射線治療の併用が用いられる。

## 概要
膣癌は女性の骨盤内悪性腫瘍の2％未満である。膣癌の中で最も一般的なのは扁平上皮癌である。ヒトパピローマウイルス（HPV）は膣癌と強く関連している。膣癌は膣の上部1⁄3に発生することが最も多く（51％）、下部1⁄3に30％、中部1⁄3に19％認められる。膣癌は上皮表層から隆起した病変として現れることも、潰瘍様の浅い陥凹として現れることもある。確定診断は生検によって行われる。

## 徴候・症状
多くの膣癌では、初期症状は見られない。膣癌に伴う症状には、次のものがある： 
- 膣分泌物または不正出血
- 異常な大量出血
- 閉経後の出血
- 月経期間以外の出血、またはその他の出血
- 通常より長期間の出血
- 血便または血尿
- 頻尿または尿意切迫感
- 便秘感[9]
- 性交時疼痛
- 膣内の凝りまたは腫瘍の触知[10]
- 骨盤リンパ節の腫大の触診[11]

## リスク因子
- ジエチルスチルベストロールへの出生前曝露
- ヒトパピローマウイルス（HPV）16型への感染
- ヒト免疫不全ウイルス（HIV）1型への感染[12][13]
- 子宮頸癌の既往歴
- 喫煙
- 外陰部の慢性的な痒みまたは灼熱感[9]

## 組織型
膣癌には主に扁平上皮癌と腺癌の2つのタイプがある。その他悪性黒色腫、肉腫、小細胞癌も稀に見られる。
- 膣扁平上皮癌（英語版）は、膣の内側を覆う扁平上皮細胞（上皮）から発生する。膣癌の中で最多のタイプで、60歳以上の女性に最も多く見られる。
- 膣腺癌は、膣内膜の腺（分泌）細胞から発生する。腺癌は肺やリンパ節に転移し易い。
- 膣明細胞腺癌（英語版）は、胎内でジエチルスチルベストロール（DES）製剤に曝露された1938年から1973年（米国以外ではその後も）生まれの女性の極一部に発生する。DESは、流産や早産の可能性を防ぐために500万から1,000万人の母親に処方された[16]。一般的に女性は30歳までにDES関連腺癌を発症するが、それ以降の年齢でも癌（他の形態の膣腺腫瘍を含む）が増加する可能性を示唆する証拠が増えている。女性のDES曝露は様々な不妊症や妊娠合併症（英語版）とも関連している。子宮内でDESに暴露された女性は、中等度/重度の子宮頸部扁平上皮細胞異形成や乳癌のリスクも高まる可能性がある[16]。DES暴露を受けた女性の約1,000人に1人（0.1％）が明細胞腺癌と診断される。DESに暴露されていない閉経前の女性では、このリスクは事実上存在しない[17]。
- 膣胚細胞腫瘍（英語版）（主に奇形腫および内胚葉洞腫瘍（英語版））は稀であり、乳幼児および小児に多く見られる。
- 横紋筋肉腫の一種であるブドウ状肉腫（英語版）もまた、乳幼児や小児に最も多く見られる。
- 膣原発悪性黒色腫（英語版）は、膣に原発する悪性黒色腫である。

Stage 1 膣癌
Stage 2 膣癌
Stage 3 膣癌
Stage 4A 膣癌
Stage 4B 膣癌

## 診断と検査
症状のない女性には、超音波検査やMRIなどの画像検査を含む定期的膣癌検査は推奨されない。適応のない画像検査は再発の検出や生存率の向上の可能性が低く費用や副作用もあるため、推奨されない。膣癌の診断には以下のような検査が用いられる：
- 身体診察および病歴聴取
- 骨盤内診察（英語版）
- 生検
- 膣鏡検査

MRIでは膣癌の範囲を視覚化できる。膣癌の診断を下す前に、尿道や子宮頸部などの他の癌組織の発生源を除外しなければならない。膣癌は、子宮頸部パップテストでは検出できない。

### ステージ分類
国際産婦人科連合（IFG）は、膣癌の病期分類に腫瘍・リンパ節・遠隔転移（Tumor, Node, Metastasis; TNM）分類法を採用している。最も一般的な原発性膣癌である扁平上皮癌の臨床病期分類の概要は以下の通りである：
- Stage I ―膣に限局している
- Stage II ―傍膣組織に浸潤しているが、骨盤側壁には浸潤していない
- Stage III ―骨盤壁または膣の下1⁄3まで進展しているか、水腎症または無機能腎を認める；鼠径リンパ節転移の有無は問わない
- Stage IV ―小骨盤外に進展しているか、膀胱または直腸粘膜に浸潤しているか、遠隔転移（肺または骨）を認める；周囲のリンパ節への転移の有無は問わない

## 管理
歴史的に膣癌の治療では外照射療法（EBRT）の併用が最も一般的な治療法であった。膣がんの早期段階では、手術も一定の効果がある。この治療法は進行期の患者には効果が低いものの、早期段階では高い治癒率を誇る。進行期膣癌の5年生存率は、ステージII、III、IVaで其々52.2%、42.5%、20.5%といずれも低い。膣癌の進行期には、カルボプラチンとパクリタキセルの併用療法、EBRT、高線量率組織内密封小線源治療（high-dose-rate interstitial brachytherapy; HDR-ISBT）といった新しい治療法が開発されている。
全ての癌組織を切除できる可能性が非常に低い場合や、手術によって膀胱、膣、腸を損傷する可能性がある場合には、放射線療法が行われる。腫瘍の直径が4cm未満の場合は放射線療法は優れた結果を齎す。このような場合、5年生存率は80%を超える。膣癌の研究は稀であるため、治療は個別化されている。

膣癌に対する局所切除術
再建を伴わない膣癌治療のための根治的子宮摘出術
膣癌に対する根治的子宮摘出術後、他の組織を用いて膣を再建する場合

## 疫学
膣癌は稀で、婦人科癌全体の僅か2%、女性の癌全体の0.5%未満である。日本での発生頻度は外陰癌と合わせても年間0.7人/10万人である。膣癌は高齢女性に多く見られる。膣癌患者の53%はHPV感染に関連している。
米国における2017年の新規症例数は推定4,810人であり、同時期の膣癌による死亡者数は1,240人であった。英国では、2014年に254人の膣癌患者が確認され、同時期の膣癌による死亡者数は110人であった。

## 研究

### 臨床試験
膣癌は非常に稀であるため、膣癌に特化した治療法を検討する第III相臨床試験は非常に少ない。膣癌治療薬トリアピンの有効性を検討する第III相試験が実施されていたが、化学放射線療法にトリアピンを追加しても全生存期間を延長しないことが示された。また、膣癌治療を含む婦人科癌の新たな治療法の有効性を検討する第I相および第II相臨床試験が現在複数実施されている。